# Сахно Іван Іванович
Сахно Іван Іванович (1904 — 1984?) — український зоолог, теріолог, фундатор Зоологічного музею Луганського університету, завідувач кафедри зоології Луганського педінституту протягом 1938–1969 років.

## Біографічні дані
Іван Сахно народився 12 листопада 1904 року в м. Лебедин Сумської області. Вищу освіту здобув в ХІНО (Харківський інститут народної освіти) 1928 року. Там вступив до аспірантури, в якій навчався під керівництвом Володимира Станчинського. Після закінчення аспірантури (03.1934) працював півроку в Сумському педінституті (03.1934 до 10.1934). Того ж 1934 року прибув до Луганська на роботу в ДІНО (Донецький інститут народної освіти), який якраз тоді було реорганізовано у Ворошиловградський державний педагогічний університет.
Разом із ним у Луганську з'явилася значна частина колекції хребетних тварин, зокрема й вся екзотична частина сучасної колекції музею, з якої почав розбудовуватися Зоологічний музей Луганського університету.

В лабораторії кафедри зоології. 1938–39 навчальний рік. Заняття веде доц. Сахно Іван Іванович

1938 року вже обіймав посаду доцента і завідувача створеної того ж року кафедри зоології. У цей час Іван Сахно викладав тут зоологію, дарвінізм та методику біології. Кандидат біологічних наук з 1940 року, захистив дисертацію у Дніпропетровську. У серпні 1941 року мобілізований до армії. Має багато бойових і пам'ятних нагород (частина зберігається в архіві ЛНУ), зокрема два ордени Червоної зірки. Повернувся з фронту 1945 року, знову на посаду завідувача кафедри зоології. Був одружений з Людмилою Титаренко (1912–1971), яка від початку роботи в Луганську й до своєї пенсії (1967) працювала разом з ним на кафедрі на посаді асистента.
Навесні 1969 року у віці 65 років після невідомого конфлікту з керівництвом написав заяву на звільнення і вийшов на пенсію. Після цього в інституті ніколи не з'являвся. Продовжував займатися наукою до кінця життя. Автор щонайменше 21 наукової праці; першу працю опублікував 1938 року, останню — 1976 року. Помер в Луганську бл. 1984 року, у віці бл. 80 років. Похований в Луганську (Гостра Могила).

## Наукова діяльність
Іван Іванович, судячи з бібліографії його найбільших за обсягом праць того часу, добре знав і активно досліджував як фауну птахів та ссавців (Сахно, 1938), так і риб (Сахно, 1940). 1940 року Іван Іванович захистив кандидатську дисертацію. На жаль, точна назва теми роботи не відома. Правдоподібно, що вона збігається з назвою його публікації 1938 року: «До вивчення фауни звірів і птахів полезахисних смуг Одеської і Миколаївської областей і впливу фауни на прилеглі поля» (обсягом 41 с. у виданому вигляді).
У повоєнний період і на найближчі два десятиліття на кафедрі зоології сформувався стабільний працездатний колектив. Разом з І. Сахном, асистентами зоології працювали Людмила Титаренко та Микола Симонов. Саме вони зібрали багатий матеріал з ентомофауни області, який послужив основою для створення окремої експозиції у розділі зоології безхребетних.

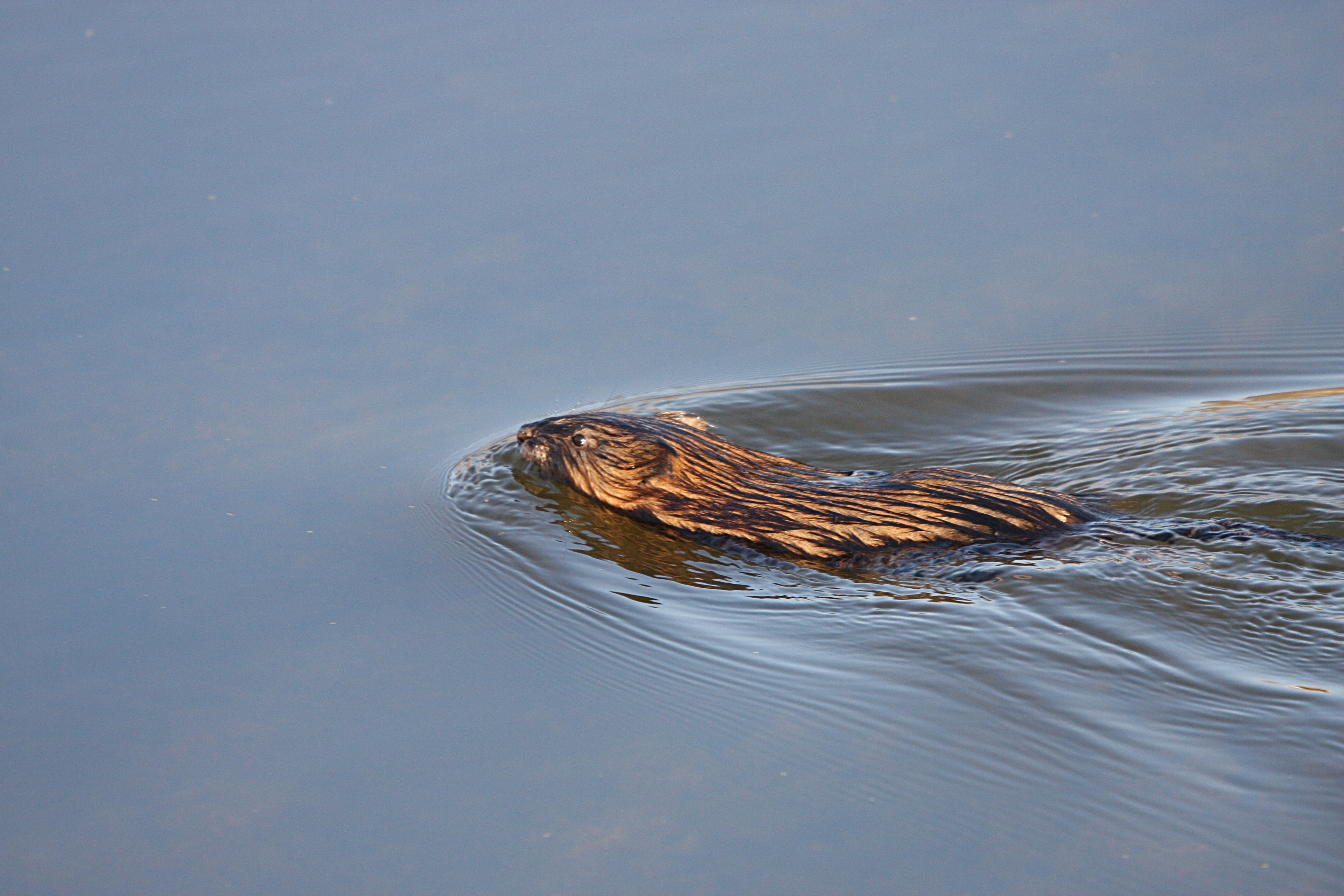
Ондатра — чужорідний вид, один з об'єктів дослідження Іваном Сахном змін фауни

У 1960-ті роки на кафедрі зоології Луганського педінституту йде постійна наукова робота, яка базується на неперервному дослідженні дикої фауни. Іван Сахно, переважно як теріолог, активно вивчає місцеву фауну. Спільно з М. Симоновим, він проводить масштабне дослідження змін мисливської фауни регіону, включаючи описи популяцій інтродукованих видів (вивірка-телеутка, ондатра, єнот уссурійський тощо) (Сахно, Сімонов, 1956), видає огляд фауни ссавців Луганщини (Сахно, 1963), в якому вперше описує стан теріофауни регіону і наводить раніше не відомі види, у тому числі норика підземного (Terricola subterraneus), розпочинає системні дослідження фауни полезахисних смуг, зокрема як стацій переживання польових гризунів (Сахно, 1964).
Про захоплення І. Сахна дослідженнями гризунів-шкідників та експериментами з ними дотепер свідчить створена в той час в експозиції музею пірамідальна композиція з полівок, які можуть наплодитися за один рік від однієї пари гризунів. Назва однієї з тогочасних наукових тем кафедри була: «Вплив агротехнічних заходів на мишоподібних гризунів». За цією темою ним протягом 1957–1968 років опубліковано низку (12) статей у провідних наукових журналах Луганська, Києва, Москви. Ці дослідження базувалися не тільки на польових дослідженнях, але й широко розгорнутих ним експериментах у віварії інституту, зокрема щодо живлення й розмноження гризунів. Так само активно Іван Іванович вивчав і «мисливську фауну» області, у тому числі стан популяцій хохулі (Сахно, 1967) та бабака степового (Сахно, 1972).

## Наукові праці

Іван Сахно у ~1960–1965 р.

### Найважливіші наукові праці І.І.Сахна
- Сахно I. I. До вивчення фауни звірів і птахів полезахисних смуг Одеської і Миколаївської областей і впливу фауни на прилеглі поля // Збірник праць Зоологічного музею. — Київ, 1938. — № 21/22. — С. 97–138.
- Сахно І. І. Матеріали до вивчення риб р. Дінця // Наукові записки Харківського педагогічного інституту. — Харків, 1940. — Вип. 4. — С. 89–95.
- Сахно И. И. Материалы к изучению кормов некоторых мышевидных грызунов // Зоологический журнал. — 1957. — Том 36, № 7. — С. 1064—1082.
- Сахно И. И. Краткий обзор фауны млекопитающих Луганской области // Тезисы докладов и сообщений на научной сессии за 1962 г. физ.-мат. и ест.-геогр. факультета Луганского пед. института. — Луганск, 1963. — С. 49–54.
- Сахно И. И. Полезащитные лесополосы как «стации переживания» мышевидных грызунов в придонецких степях // Тез. докл. и сообщ. на итоговой научной сессии за 1963 г. Луганского пед. ин-та. — Луганск, 1964. — С. 58–60.
- Сахно І. І. Вплив сівозміни на чисельність мишовидних гризунів // Екологія та історія хребетних на Україні: Республіканський міжвідомчий збірник. — Київ: Наукова думка, 1966. — С. 3–9. — (Серія «Проблеми зоології»).
- Сахно И. И. Охотничье хозяйство и охрана животных // Охраняйте родную природу: Сб. статей. — Донецк: Донбасс, 1970. — Вып. 3. — С. 122—142.
- Сахно И. И. Слепушонка (Ellobius talpinus Pall.) на Ворошиловградщине // Вестник зоологии. — 1971. — № 5. — С. 65–69.
- Сахно И. И. Материалы к экологии слепушонки обыкновенной в Ворошиловградской области // Вестник зоологии. — 1978. — № 1. — С.74–76.
- Сахно И. И., Полякова З. П. Распространение и численность мышевидных грызунов в Ворошиловградской области // Природное и сельскохозяйственное районирование СССР. — Москва, 1976. — С. 121—122.
- Сахно І. І., Сімонов М. А. Результати акліматизації промислових звірів у Ворошиловградській області // Наук. зап. Ворошиловгр. педінституту. Серія фіз.-мат. і природн. наук. — 1956. — Вип. 6. — С. 16–30.

### Найбільш цитовані праці дослідника
Згідно з профілем дослідника в Ґуґл-академії, є 75 сучасних цитувань 18-ти праць І. Сахна (у тому числі дві праці мають понад 10 цитувань), індекс Гірша становить h = 5. Зокрема, найбільшу кількість цитувань показують:
- Сахно И. И. Материалы к экологии слепушонки обыкновенной в Ворошиловградской области // Вестник зоологии. — 1978. — № 12. — С. 74–76. (n=12)
- Сахно И. И. Слепушонка (Ellobius talpinus Pall.) на Ворошиловградщине // Вестник зоологии. — 1971. — № 11. — С. 65–69. (n=11)
- Сахно И. И. Материалы к изучению кормов некоторых мышевидных грызунов // Зоологический журнал. — 1957. — Том 36 (7). — С. 1064—1082. (n=7)